# Branchinella wellardi
Branchinella wellardi е вид хрилоного от семейство Thamnocephalidae. Видът е уязвим и сериозно застрашен от изчезване.

## Разпространение
Разпространен е в Австралия.